# Кастрийс
Кастрийс (на английски: Castries) е столицата на островната държава Сейнт Лусия. Първоначално е малка френска колония, известна между 1650 и 1785 г., като Каренаж. 
Населението на града е 60 934 жители от преброяването през 1998 г. и е предимно от потомци на африкански роби, заселени по време на господството на Великобритания над острова. Архитектурата и инфраструктурата на града са на няколко пъти осъвременявани, в резултат от многобройните опустошавали го пожари (1785, 1805, 1812-13, 1927, 1948 г.), заради които от колониалните такива е останала само малка част, отразяваща предимно френското културно наследство. От връх Морн Форчън се открива прекрасна гледка към Кастрийс и околността. На този връх има руини на крепост (Форт Шарлот).
Разположен е на брега на Карибско море. От пристанището в града се извършва местният експорт (предимно хранителни продукти, включително лайм и копра). Кастрийс е и дестинация за круизи (обичайно място за закотвяне - Пойнт Серафин, северно от пристанището) и е известен с ежегодния си джаз-фестивал.
Близо до града е и едно от местните летища, а самият град е важен туристически, развлекателен, търговски и образователен център (редица училища и колежи и клон на Университета на Западните Индии) за тази част от Карибския басейн, а намиращата се там "Катедрала на Непорочното зачатие" - сред основните духовни средища на предимно католическото население на острова. Градът разполага и с болница, библиотека и ботаническа станция.
Освен това Кастрийс е местен дипломатически център, както и домакин на седалището на Върховния съд на Източните Карибите.

## Личности, родени в Кастрийс
- Артър Луис (1915 – 1991), икономист, първият цветнокож носител на Нобелова награда за икономика (1979)
- Дерек Уолкът (р. 1930), поет, писател и художник